# Las Estrellas
Las Estrellas (tidligere kendt som El Canal de las Estrellas eller Canal de las Estrellas; dansk: Stjernerne) er en mexicansk tv-kanal, der ejes af Televisa, med tilknyttede stationer overalt i Mexico, flagskibet på XEW-TV i Mexico City. Mange af Las Estrellas-programmer ses i USA på Univision, UniMás og Galavisión. Kanalen blev etableret i 1951.